# Achern (stacja kolejowa)
Achern (niem: Bahnhof Achern) – stacja kolejowa w Achern, w kraju związkowym Badenia-Wirtembergia, w Niemczech. Jest największym i najważniejszym z czterech stacji miasta Achern. Znajduje się km 125,3 Rheintalbahn i jest punktem wyjścia dla Achertalbahn. Stacja posiada 2 perony wyspowe i 4 tory pasażerskie. Od grudnia 2004 roku jest również punktem końcowym linii S32 i S4 Stadtbahn Karlsruhe.
Według klasyfikacji Deutsche Bahn posiada kategorię 4.

## Położenie
Stacja Achern znajduje się na północno-zachodnim skraju miasta Achern, około 0,7 km na zachód od centrum miasta, na południowym skraju Gewerbegebietes Mittelmatten. Bardzo blisko stacji kolejowej Achern znajduje się droga B3 i biegnie równolegle do Rheintalbahn i nowej linii kolejowej Karlsruhe - Bazylea.

## Historia
W dniu 1 czerwca 1844 roku Großherzoglich Badische Staatseisenbahnen otwarto linię do Achern na odcinku Baden-Oos-Offenburg prowadzącą z Mannheim, przez Heidelberg, Bruchsal, Karlsruhe, Rastatt, Offenburg i Fryburg do Bazylei. Wówczas otwarto stację Achern.
Po otwarciu Rheintalbahn w XIX wieku w Achern rozwinął się przemysł, tak jak w całej dolinie Achertal. W 1889 pojawiły się plany budowy kolei wąskotorowej, które jednak nie doszły do skutku.
Wreszcie, w 1894 roku komisja kolejowa zaplanowała budowę linii normalnotorowej z Achern przez Oberachern i Kappelrodeck do Ottenhöfen im Schwarzwald. W połowie 1895 przygotowania do budowt Achertalbahn zostały zakończone, a rok później uzyskano ostateczną zgodę. W przeciwieństwie do Rheintalbahn, Achertalbahn wybudowane zostało przez Vering & Waechter i 1 września 1898 - 45 lat po otwarciu Rheintalbahn - otwarto linię. Linia od 1 kwietnia 1917 roku należała do Deutsche Eisenbahn-Betriebsgesellschaft (DEBG). Po rozwiązaniu, Südwestdeutsche Verkehrs-Aktiengesellschaft przejął linię. 
W 1957 roku cała Rheintalbahn została zelektryfikowana.
W latach 90. linia Rheintalbahn została wyprostowana i zmieniono jej przebieg o około 100 m na zachód. Stary dworzec został opuszczony i zburzony, zbudowano nowy obecny dworzec. Achertalbahn została przedłużona do nowego dworca.

## Linie kolejowe
- Rheintalbahn
- Achertalbahn

## Połączenia
Stacja kolejowa Achern to mały węzeł kolejowy w północnej części Ortenaukreis. Oprócz regionalnych pociągów Deutsche Bahn i SWEG na Achertalbahn jest stacją końcową linii S32 i S4 Stadtbahn Karlsruhe. Na zewnątrz stacji, znajduje się dworzec autobusowy z sześcioma stanowiskami, z regionalnym autobusami, w tym regionalna linia 7123 RSV kursująca przez klasztor Allerheiligen do stacji Oppenau.
Pociągi SWEG kursują do Ottenhoefen na Achertalbahn, a podróż trwa 18 minut.